# 中国共产党甘肃省纪律检查委员会
中国共产党甘肃省纪律检查委员会，简称中共甘肃省纪委，是中国共产党的省级纪律检查机关，与甘肃省监察委员会合署办公。

## 历届组成人员
第十四届省纪委（2022年5月至今）
- 书记：王赋
- 副书记：张伟（－2022年12月）、李寿伟、邓海涛、龚昌明